# Carl August Gosselman

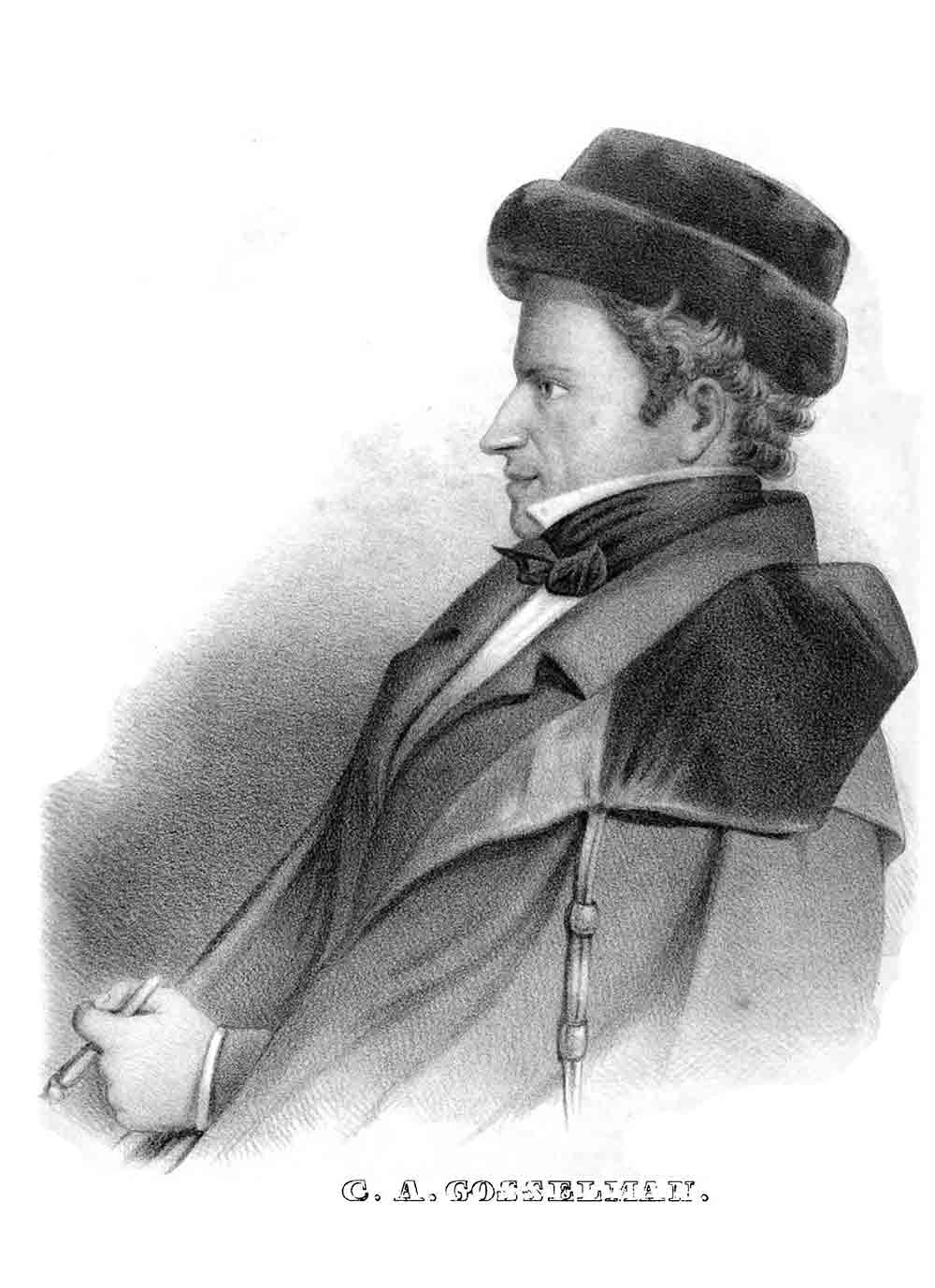
Samtida litografi efter porträtt i familjens ägo.

Carl August Gosselman, född 17 juni 1799 i Ystad, död 4 april 1843 i Nyköping, var en svensk sjöofficer och reseskildrare.

## Biografi
Gosselman var son till köpmannen och skeppsredaren Hans Gosselman. Han blev student vid Lunds universitet 1816; 1818 blev han kadett vid Karlberg och utexaminerades som underlöjtnant vid örlogsflottan 1819. År 1829 blev han premiärlöjtnant vid flottan och före sin död kaptenlöjtnant. Gosselman företog som sjökapten flera långa resor till Sydamerika på 1820- och 1830-talet, bland annat till Colombia, en längre resa 1824–1826, samt en politisk-ekonomisk studieresa på regeringens uppdrag 1835–1839.
Gosselman utgav ett flertal reseskildringar, såsom Resa i Colombia åren 1825 och 1826 (2 band, 1828, 3:e upplagan 1864), Resa mellan S. och N. Amerika (2 band, 1833), Resa i N. Amerika (2 band, 1835), Bref från en vandrande sjöman (1839) samt Resor i S. Amerika (1842). I sjöförsvarsfrågan publicerade han skriften Tankar om svenska flottan af en svensk sjöman (1840). I den hävdade han att naturgeografiska skäl entydigt talade för att Sverige måste vara en sjöstat. Sverige kunde enligt honom bara försvaras av en utbyggd linjeflotta. Skärgårdsflottan räckte inte.
Han var far till Carl August Gosselman (botaniker).